# Liste der höchsten Gebäude in Queens

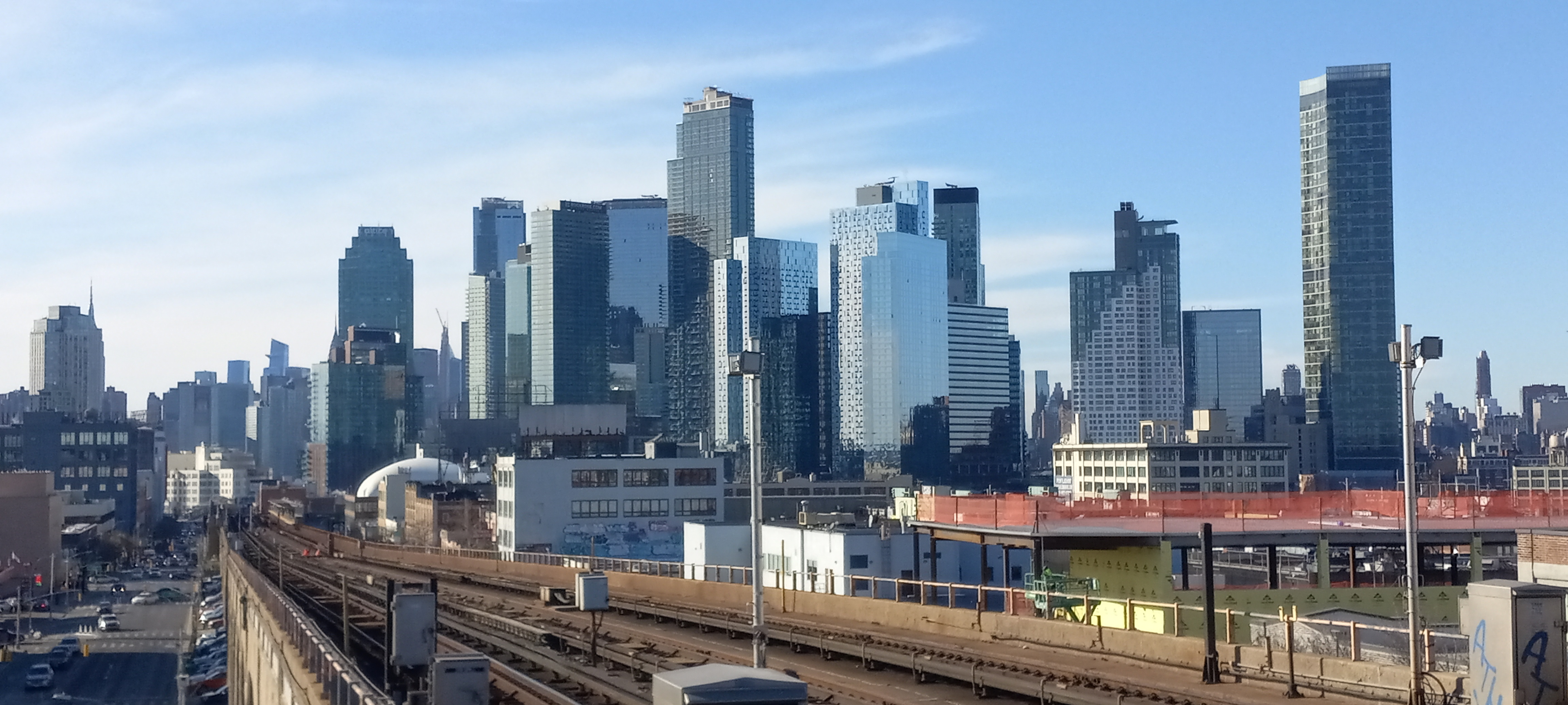
Skyline von Long Island City im Januar 2025

Der Artikel Liste der höchsten Gebäude in Queens umfasst Listen von Hochhäusern im Borough (Stadtbezirk) Queens in New York City, die unter den Gesichtspunkten Rangliste der höchsten Gebäude, im Bau oder in Planung sowie Zeittabelle der höchsten Gebäude zusammengestellt wurden. Gebäude ab 150 Meter werden als Wolkenkratzer (engl. skyscraper) und ab 300 Meter als Superhoher Wolkenkratzer (engl. supertall skyscraper) bezeichnet.

## Einführung

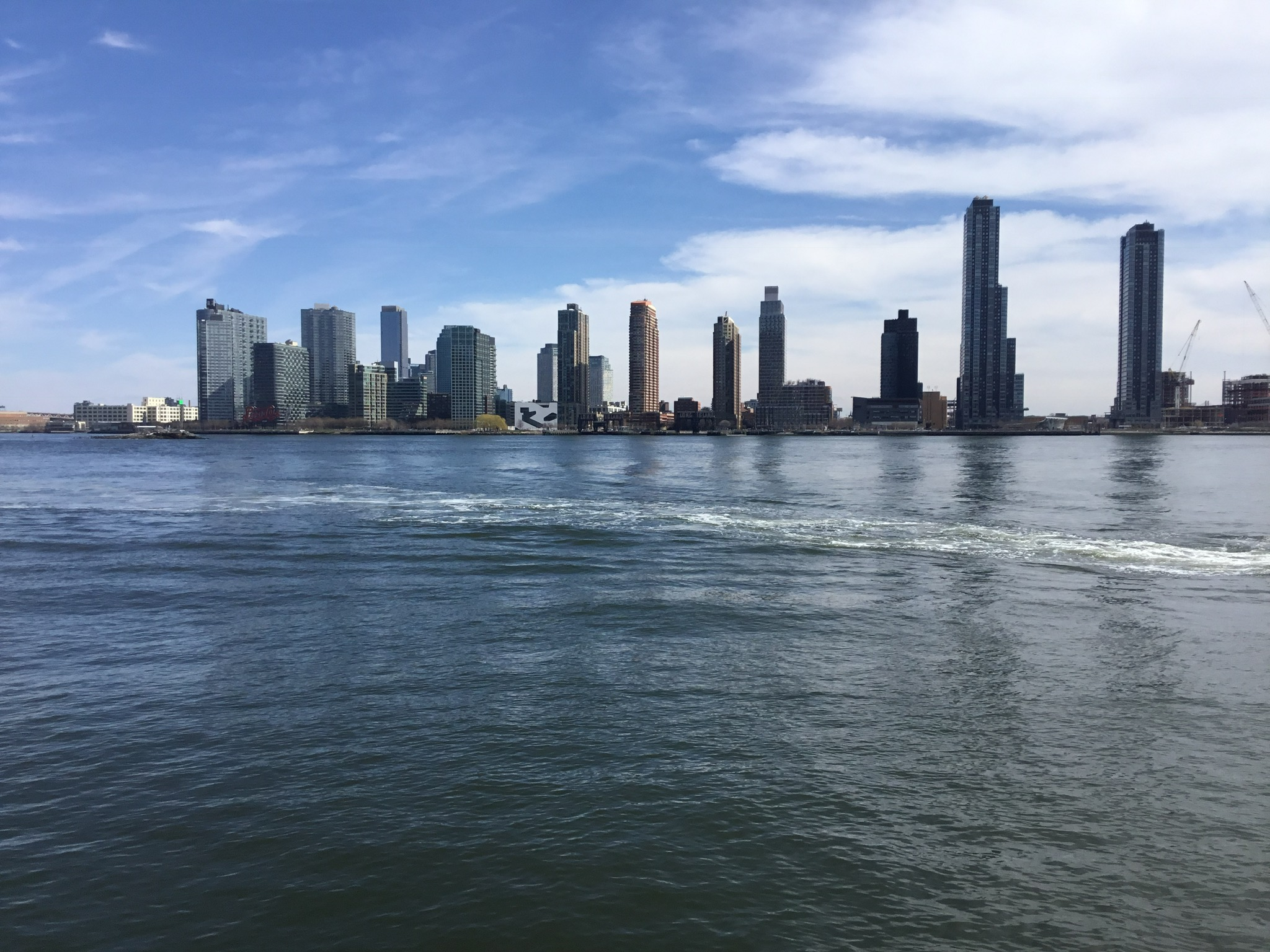
Hunters Point im Jahr 2023

Queens ist der flächenmäßig größte und nach Brooklyn der zweitbevölkerungsreichste der fünf Boroughs von New York City. Der Stadtbezirk besitzt über 40 Hochhäuser, die höher als 100 Meter (328 Fuß) sind, darunter befinden sich 16 Wolkenkratzer (Stand 2024). Queens erlebt seit 2010 einen Hochhaus-Bauboom, bei dem die meisten der höchsten Gebäude des Stadtbezirks errichtet wurden. Sie stehen insbesondere im Viertel Hunters Point des Stadtteils Long Island City im dortigen Zentrum sowie an der Waterfront am East River. The Orchard, ein Wohnwolkenkratzer in Long Island City ist seit dem Erreichen seiner Endhöhe im Juli 2024 mit 251 Meter (823 Fuß) das höchste Gebäude in Queens. Davor waren unter anderem von 1927 bis 1964 der 63 m hohe (207 Fuß) Chase Manhattan Bank Building (auch The Queens Clock Tower) und von 1990 bis 2021 der One Court Square mit seinen 205 Metern (673 Fuß) die langjährig höchsten Gebäude in Queens.

## Liste der höchsten Hochhäuser in Queens
Diese Liste zeigt die höchsten Gebäude in Queens. Aufgelistet sind nur fertiggestellte Gebäude, sich im Bau befindliche nur dann, wenn diese ihre endgültige Höhe bereits erreicht haben (solche sind mit Fußnoten versehen). Es gilt die offizielle Höhe für die Rangliste, also die Höhe der Gebäudestruktur inklusive der Höhe von Turmspitzen, jedoch keine Antennen. Die Spalte Nutzung gibt die Funktionen des Gebäudes an: Eine Einzelfunktion ist gegeben, wenn 85 Prozent oder mehr der Gebäudenutzfläche für einen Zweck verwendet wird. Eine gemischte Nutzung liegt vor, wenn jede Einzelfunktion mindestens 15 Prozent der Nutzfläche in Anspruch nimmt.
Es werden alle Gebäude mit Höhen von mindestens 100 Metern aufgelistet. Bis März 2025 wurden 42 solcher Gebäude fertiggestellt oder sie befinden sich noch in der Bauphase, haben aber ihre Endhöhe schon erreicht.
| Bild | Nr. | Name                                 | Höhe    | Nutzung (von unten nach oben) | Etagen | Baujahr | Lage | Bemerkungen                                                                                             |
| ---- | --- | ------------------------------------ | ------- | ----------------------------- | ------ | ------- | ---- | --- |
|      | 1   | The Orchard A1                       | 250,9 m | Einzelhandel, Wohnungen       | 70     | 2026    |      | erreichte im Juli 2024 seine Endhöhe, zweithöchstes Gebäude auf Long Island.                            |
|      | 2   | Skyline Tower                        | 237,1 m | gemischte Nutzung             | 67     | 2021    |      | war von 2019 bis 2024 höchstes Gebäude in Queens.                                                       |
|      | 3   | Sven                                 | 230,1 m | Wohnungen                     | 71     | 2021    |      | |
|      | 4   | Lumen A1                             | 223,1 m | Wohnungen                     | 66     | 2026    |      | erreichte im März 2024 seine Endhöhe.                                                                   |
|      | 5   | One Court Square                     | 205,1 m | Büro                          | 50     | 1990    |      | war höchstes Gebäude von 1990 bis 2019 in New York City außerhalb von Manhattan.                        |
|      | 6   | Tower 28                             | 194,2 m | Wohnungen                     | 58     | 2017    |      | war von 2016 bis 2019 höchstes Wohngebäude der Stadt außerhalb von Manhattan.                           |
|      | 7   | Eagle Lofts                          | 182,3 m | Wohnungen                     | 55     | 2018    |      | |
|      | 8   | 5203 Center Boulevard                | 178,9 m | Schule, Wohnungen             | 56     | 2022    |      | Hunter's Point South Phase 2 Tower A, Datenblatt CTBUH                                                  |
|      | 9   | 3 Jackson Park                       | 177,1 m | Wohnungen                     | 54     | 2018    |      | auch Tower B1                                                                                           |
|      | 10  | Gotham Point North Tower             | 170,4 m | Einzelhandel, Wohnungen       | 58     | 2023    |      | auch Hunters Point South Parcel F, Teil vom Gotham-Point-Komplex.                                       |
|      | 11  | The Italic                           | 160,3 m | Einzelhandel, Wohnungen       | 50     | 2025    |      | 26-32 Jackson Avenue, auch Jackson East, wurde im März 2025 eröffnet.                                   |
|      | 12  | 1 QPS Tower                          | 155,4 m | Wohnungen                     | 44     | 2017    |      | im Bild das höchste Gebäude rechts.                                                                     |
|      | 13  | Hayden LIC                           | 155,1 m | Wohnungen                     | 50     | 2017    |      | |
|      | 14  | 1 Jackson Park                       | 152,6 m | Wohnungen                     | 45     | 2018    |      | auch Tower A                                                                                            |
|      | 15  | 5 Pointz North Tower                 | 151,8 m | Wohnungen                     | 48     | 2019    |      | Teil von 5 Pointz LIC.                                                                                  |
|      | 16  | 5241 Center Boulevard                | 150,4 m | Wohnungen                     | 46     | 2021    |      | Hunter's Point South Phase 2 Tower B, Datenblatt CTBUH                                                  |
|      | 17  | ALTA+                                | 147,8 m | gemischte Nutzung             | 44     | 2018    |      | auch ALTA LIC genannt                                                                                   |
|      | 18  | 2 Jackson Park                       | 143,4 m | Wohnungen                     | 43     | 2018    |      | auch Tower B2                                                                                           |
|      | 19  | 5 Pointz South Tower                 | 134,1 m | Wohnungen                     | 42     | 2019    |      | Teil von 5 Pointz LIC.                                                                                  |
|      | 19  | 2-21 Malt Drive East Tower           | 134,1 m | Wohnungen                     | 38     | 2024    |      | Teil vom Malt-Drive-Komplex, erreichte im Dezember 2023 seine Endhöhe.                                  |
|      | 21  | Linc LIC                             | 130,8 m | Wohnungen                     | 41     | 2013    |      | |
|      | 22  | One Jackson                          | 130,1 m | Büro                          | 27     | 2019    |      | Teil von The JAXC (Gotham-Center-Komplex).                                                              |
|      | 22  | Three Jackson                        | 130,1 m | Büro                          | 27     | 2019    |      | Teil von The JAXC (Gotham-Center-Komplex).                                                              |
|      | 24  | Citylights at Queens Landing         | 125 m   | Wohnungen                     | 42     | 1997    |      | |
|      | 25  | Hunter's Point South Commons         | 123,1 m | Wohnungen                     | 37     | 2015    |      | |
|      | 26  | 4615 Center Boulevard                | 121,9 m | Wohnungen                     | 41     | 2013    |      | |
|      | 27  | 4545 Center Boulevard                | 118,9 m | Wohnungen                     | 40     | 2013    |      | |
|      | 27  | 2-20 Malt Drive South Tower          | 118,9 m | Wohnungen                     | 33     | 2024    |      | Teil vom Malt-Drive-Komplex, erreichte im Dezember 2023 seine Endhöhe (im Bild rechts).                 |
|      | 29  | Avalon Riverview North               | 117,4 m | Wohnungen                     | 39     | 2007    |      | |
|      | 30  | The Forge                            | 117 m   | Wohnungen                     | 33     | 2017    |      | Datenblatt CTBUH                                                                                        |
|      | 31  | Aura LIC A1                          | 113,4 m | gemischte Nutzung             | 37     | 2025    |      | auch 23-10 42nd Road und 23-02 42nd Road, erreichte im Januar 2024 seine Endhöhe.                       |
|      | 32  | North Shore Towers - Beaumont Tower  | 112,8 m | Wohnungen                     | 34     | 1975    |      | Stadtteil Glen Oaks (Bildmitte), 1975–1990 höchstes Gebäude in Queens.                                  |
|      | 33  | Gotham Point South Tower             | 109,7 m | Wohnungen                     | 33     | 2021    |      | 57-28 2nd Street, auch Hunters Point South Parcel G, Teil vom Gotham-Point-Komplex.                     |
|      | 34  | 30 Halletts                          | 109,1 m | Wohnungen                     | 32     | 2025    |      | Teil vom Halletts-Point-Komplex in Astoria.                                                             |
|      | 35  | 4540 Center Boulevard                | 106,7 m | Wohnungen                     | 32     | 2013    |      | |
|      | 35  | Aurora LIC and Courtyard Marriott    | 106,7 m | Hotel, Wohnungen              | 32     | 2016    |      | 29-07 Queens Plaza North                                                                                |
|      | 37  | North Shore Towers - Amherst Tower   | 105,5 m | Wohnungen                     | 34     | 1975    |      | Stadtteil Glen Oaks, im Bild links.                                                                     |
|      | 37  | North Shore Towers - Coleridge Tower | 105,5 m | Wohnungen                     | 34     | 1975    |      | Stadtteil Glen Oaks                                                                                     |
|      | 39  | Hunter's Point South Crossing        | 104,2 m | Wohnungen                     | 32     | 2015    |      | |
|      | 40  | The Bold                             | 102,4 m | Wohnungen                     | 27     | 2024    |      | 27-01 Jackson Avenue, auch Jackson West.                                                                |
|      | 41  | Court Plaza                          | 100 m   | Wohnungen                     | 32     | 1974    |      | Stadtteil Kew Gardens, war 1974/75 höchstes Gebäude in Queens. (Bild: braunes Hochhaus im Hintergrund). |
|      | 41  | Two Gotham Center                    | 100 m   | Büro                          | 22     | 2011    |      | Teil vom Gotham-Center-Komplex                                                                          |

## Höchste Gebäude im Bau und in Planung
Dies sind Listen der höchsten sich zurzeit im Bau befindlichen (aktive Bauarbeiten) und geplanten Gebäude in Queens. Die Angaben der Jahre sind nur ungefähre Angaben. Es ist möglich, dass sich diese Daten nachträglich verändern können.

### Im Bau
| Gebäude              | Höhe    | Nutzung (von unten nach oben) | Etagen | Jahr | Bemerkungen                                           |
| -------------------- | ------- | ----------------------------- | ------ | ---- | ----------------------------------------------------- |
| 24-19 Jackson Avenue | 206 m   | Wohnungen                     | 55     | 2028 | auch 24-11 Jackson Avenue, Baubeginn Juni 2025.       |
| Aura LIC             | 113,4 m | gemischte Nutzung             | 37     | 2025 | auch 23-10 42nd Road und 23-02 42nd Road, topped out. |

### In Planung
| Gebäude                | Höhe  | Nutzung (von unten nach oben) | Etagen | Jahr | Bemerkungen                                          |
| ---------------------- | ----- | ----------------------------- | ------ | ---- | ---------------------------------------------------- |
| 42-50 24th Street      | 179 m | Wohnungen                     | 44     |      | United Construction & Development (2025), früher QPT |
| Utopia Tower 1         | 174 m | Gemischte Nutzung             | 50     | 2028 | 71-12 Park Avenue, Utopia Living Komplex             |
| 45-05 23rd Street      | 166 m | Wohnungen                     | 50     |      |                                                      |
| 29-00 Queens Boulevard | 160 m | Wohnungen                     | 46     |      | auch 30-25 Queens Boulevard                          |
| Utopia Tower 2         | 146 m | Gemischte Nutzung             | 42     | 2028 | 71-12 Park Avenue, Utopia Living Komplex             |

## Zeittabelle der höchsten Gebäude
Hier sind alle Gebäude aufgelistet, die in Queens jemals den Rekord für das höchste Gebäude hielten.
| Zeit      | Gebäude                             | Bild | Höhe  | Etagen | Bemerkungen                                                         |
| --------- | ----------------------------------- | ---- | ----- | ------ | ------------------------------------------------------------------- |
| 1927–1964 | Chase Manhattan Bank Building       |      | 63 m  | 13     | auch Queens Clock Tower und Bank of the Manhattan Company Building. |
| 1964–1974 | Kennedy House                       |      | 98 m  | 33     | Stadtteil Forest Hills, beiges Hochhaus im Hintergrund.             |
| 1974–1975 | Court Plaza                         |      | 100 m | 32     | Stadtteil Kew Gardens, braunes Hochhaus im Hintergrund.             |
| 1975–1990 | North Shore Towers - Beaumont Tower |      | 113 m | 34     | Stadtteil Glen Oaks, Bildmitte.                                     |
| 1990–2021 | One Court Square                    |      | 205 m | 50     |                                                                     |
| 2021–2024 | Skyline Tower                       |      | 233 m | 67     |                                                                     |
| ab 2024   | The Orchard                         |      | 251 m | 70     |                                                                     |